# Saint-Félix (Allier)
Saint-Félix település Franciaországban, Allier megyében. Lakosainak száma 285 fő (2022. január 1.). Saint-Félix Billy, Magnet, Saint-Gérand-le-Puy, Sanssat és Seuillet községekkel határos.

## Népesség
A település népessége az elmúlt években az alábbi módon változott:
| Lakosok száma | 150  | 167  | 248  | 316  | 335  | 332  | 315  | 303  | 298  | 285  |
|               | 1968 | 1982 | 1990 | 2006 | 2013 | 2015 | 2017 | 2019 | 2020 | 2022 |